# Peter Rummel (Jurist)
Peter Rummel (* 2. Oktober 1940 in Duisburg) ist ein österreichischer Rechtswissenschaftler, emeritierter Professor der Johannes Kepler Universität Linz und Autor mehrerer juristischer Standardwerke. Er lebt in Wien.

## Leben
Nach dem Schulbesuch in Meckenheim (Rheinland) und Rheinbach und dem Abitur am humanistischen Gymnasium begann Peter Rummel 1959 das Studium der Rechtswissenschaften und der Wirtschaftswissenschaften an der Universität Bonn. 1964 legte er in Köln das Erste Juristische Staatsexamen ab, wurde in Bonn Assistent bei Franz Bydlinski und promovierte dort 1967 aus den Rechtswissenschaften (Titel der 1968 veröffentlichten Dissertationsschrift: „Ersatzansprüche bei summierten Immissionen: zur Schadenszurechnung bei Delikts- und Eingriffshaftung“).
Nach der Promotion folgte er Franz Bydlinski als wissenschaftlicher Assistent an die Universität Wien, wo er 1970 habilitiert wurde (Titel der 1972 veröffentlichten Habilitationsschrift: „Vertragsauslegung nach der Verkehrssitte“). Zum 1. Oktober 1970 wurde er als ordentlicher Universitätsprofessor für Zivilrecht an die Johannes Kepler Universität Linz berufen. Anlässlich der Ernennung wurde ihm die österreichische Staatsbürgerschaft verliehen.
Peter Rummels zentrale Arbeitsgebiete sind das Vertragsrecht, Schadenersatz- und Bereicherungsrecht, Umweltrecht, Enteignungsrecht, Vergaberecht und das Bankrecht. 1983 entstand unter Rummels Herausgeberschaft die erste Auflage des „Kommentars zum Allgemeinen bürgerlichen Gesetzbuch“ in zwei Bänden, der die österreichische juristische Praxis seither entscheidend beeinflusst. Im privatrechtlichen Bereich gibt es kaum eine Entscheidung des Obersten Gerichtshofs, in der dieses Werk nicht zitiert wird. Von 1989 bis 2019 war Peter Rummel Schriftleiter der „Juristischen Blätter“ (JBl), einer der großen österreichischen juristischen Fachzeitschriften.
1978 bis 1980 war Peter Rummel Dekan der rechtswissenschaftlichen Fakultät der Johannes Kepler Universität, 1989/90 war er Gastprofessor am Institut für Umwelt- und Technikrecht an der Universität Trier, von 2000 bis 2006 war er Mitglied des erweiterten Vorstandes der Zivilrechtslehrervereinigung (Deutschland, Österreich, Schweiz).
In zahlreichen namhaften Fällen fungierte Rummel als Gutachter oder Schiedsrichter. Er war von 2005 bis 2006 Vorsitzender des Schiedsgerichtes, das über die Restitution der fünf Klimt-Bilder (Adele Bloch-Bauer I, Adele Bloch-Bauer II, Apfelbaum, Buchenwald/Birkenwald und Häuser in Unterach am Attersee) von Maria Altmann entschied.
Im Dokumentarfilm Die Affäre Klimt (OT: Stealing Klimt, Großbritannien, 2006, 88 Min., Buch: Martin Smith, Regie: Jane Chablani, Produktion: Films of Record) ist Rummel bei der Verkündung des Schiedsspruchs zu sehen.
Peter Rummel wurde mit 1. Oktober 2009 emeritiert. Anlässlich seiner Emeritierung wurde der Peter-Rummel-Studienfonds zur Förderung begabter Studierender im Bereich des Zivilrechts an der Johannes Kepler Universität Linz gegründet.
Sein Sohn ist der Cellist Martin Rummel.

## Wesentliche Schriften
- Ersatzansprüche bei summierten Immissionen: zur Schadenszurechnung bei Delikts- und Eingriffshaftung. Bonn 1968.
- Vertragsauslegung nach der Verkehrssitte. Wien 1972, ISBN 3-214-06909-8.
- mit Josef Schlager: Enteignungsentschädigung, insbesondere für gewerblich genutzte Objekte. Signum-Verlag, 1981.
- als Hrsg.: Kommentar zum Allgemeinen bürgerlichen Gesetzbuch. Manz-Verlag, Wien 1983.
- mit Ferdinand Kerschner: Fälle und Lösungen zum bürgerlichen Recht für Anfänger. Manz-Verlag, Wien 1983, ISBN 3-214-14797-8.
- Für ein Bundesenteignungsgesetz. Trauner-Verlag, 1984.
- mit Otto Gurtner und Wolfgang Sagl: Enteignungsentschädigung in der Land- und Forstwirtschaft. Wien 1984.
- Die Privatrechtsfähigkeit von Universitäten. Wien 1987.
- Zu Stand und Entwicklung der Produkthaftung in Österreich. Wien 1987.
- mit Ferdinand Kerschner: Umwelthaftung im Privatrecht: Überlegungen zu Rechtsdogmatik und Rechtspolitik. Wien 1991.
- mit Karl Korinek und Dietmar Pauger: Handbuch des Enteignungsrechts. Springer-Verlag, Wien 1994, ISBN 0-387-82509-6.
- Für ein neues Bundesenteignungsgesetz. Wien 1995.
- mit Ludwig Scharinger: Im Verbund liegen Stärke und Sicherheit. Linz 1996.
- Die zivilrechtlichen Konsequenzen des europäischen Vergaberechts. Wien 2003.

## Auszeichnungen
- Silbernes Ehrenzeichen des Landes Oberösterreich
- Wissenschaftsmedaille der Stadt Linz
- Mittelstandspreis der „Rudolf-Trauner-Stiftung“
- Ehrenmitglied des Hauptverband der allgemein beeideten und gerichtlich zertifizierten Sachverständigen
- 1991 Kulturpreis des Landes Oberösterreich
- 2010 Österreichisches Ehrenkreuz für Wissenschaft und Kunst I. Klasse